# Trins
Trins je obec v Rakousku ve spolkové zemi Tyrolsko v okrese Innsbruck-venkov. Obec je v soudním okrese Innsbruck. V obci žije přibližně 1 300 obyvatel.

## Poloha
Trins se nachází v přední části údolí Gschnitztal, které u Steinachu am Brenner odbočuje z údolí Wipptal. Obec leží na jižním úpatí hory Blaseru ( 2241 m n. m.). Innsbruck je vzdálen asi 30 km na sever. Osídlená oblast leží v nadmořské výšce 1200 až 1300 m, kromě toho se zde nacházejí vysokohorské pastviny Martoar, Truna, Hinterennes a Valschwern. Nejvyšším bodem je  hora Kesselspitze (2728 m n. m.).
Obec má rozlohu 48,8 km². Z toho 36,5 % tvoří lesy, 28 % alpské louky, 9 % orná půda.

### Struktura obce
Rétorománská zástavba tvoří rozptýlenou vesnici. Na katastrálním území Trinsu leží mimo Trins  tyto vesnice:
- Bichl
- Galtschein-Siedlung
- Greitenwiesen
- Leiten
- Pirchet

### Sousední obce
Obec sousedí s obcemi:
- Fulpmes,
- Gries am Brenner,
- Gschnitz,
- Mühlbachl,
- Neustift im Stubaital,
- Obernberg am Brenner,
- Steinach am Brenner.

## Historie
První písemná zmínka o obci se objevila v listině v období 1077–1080, kde byla uvedena jako Trunnis v záznamu kláštera Scheyern. Název se vztahuje k poli Truna (Truna-Alm, Trunabach) mezi Lahnwiesenem a Leitnerbergem. Jeho základem bylo kořenové slovo Trunia- ("patřící k Truna-Alm). Truna zase znamená úrodná oblast. První písemná zmínka o kostele pochází z roku 1359.
Vesnice je starou hornickou osadou, kde se začalo hospodařit až po uzavření dolů v 17. století. Těžil se antimon, měď a olovo.
V letech 1944, 1951 a 1984 zasáhly Trins silné laviny.
Trins je samostatnou obcí od roku 1811. V  roce 1970 se Trins stal místem natáčení filmu The Last Valley (Poslední údolí) režiséra Jamese Clavella.

## Znak
Blason: Ve zlatě zvýšené černé cimbuřovité břevno nahoře, pod ním červená seříznutá krokev. Barvy obecní vlajky jsou červenožluté.
Znak byl udělen tyrolskou zemskou vládou v roce 1994. Černé cimbuří značí hrad Schneeberg, červená seříznutá krokev značí morénu Trins, na které se hrad tyčí. Cimbuří a červené a zlaté barvy byly převzaty z erbu kláštera Säben, který držel Schneeberg jako výsostné léno v pozdním středověku.